# 马光军
马光军（1917年5月—2012年4月16日），湖北阳新县人。中华人民共和国政治人物。
193年5月，参加中国工农红军，担任鄂东南医务所副所长。抗日战争期间，担任新四军第一支队卫生队军医，新四军第七师皖南支队卫生队队长。1944年，新四军第七师二十一旅卫生部部长。第二次国共内战期间，任华东野战军第九纵队卫生部医方主任，华东军区卫生部第三后方医院院长。中华人民共和国成立后，担任苏南军区卫生部部长，苏南军区后勤部部长。1962年3月，历任南京军区后勤部财务部部长、南京军区后勤部副政委。
1955年9月被中央军委授予上校军衔。1964年晋升为大校。曾荣获二级八一勋章、二级独立自由勋章、二级解放勋章。2012年去世。